# Атанасије Коментарисије
Атанасије Коментарисије је хришћански светитељ.
Атанасије је био коментарисије (заповедник тамничке страже у античком Риму) док није упознао Светог Зосиму. За време мучења Светог Зосиме постао је хришћанин. Када је Зосима пуштен на слободу, он је заједно са Атанасијем Коментарисијем отишао у пустињу где су заједно живели. Тамо је Зосима упознао Атанасија са хришћанством и потом га крстио. У хришћанској традицији се помиње да се нека стена на необичан начин расцепила и да су Зосима и Атанасије ушли у стену и тако преминули.
Православна црква га, заједно са Светим Зосимом слави 4. јануара по јулијанском календару, а 17. јануара по грегоријанском календару.